# SPR Gdynia
SPR Gdynia – polski żeński klub piłki ręcznej z Gdyni, istniejący w latach 1930–2017. Mistrz Polski w sezonach 2011/2012 i 2016/2017. Trzykrotny zdobywca Pucharu Polski. Uczestnik Ligi Mistrzyń w sezonie 2017/2018. W rozgrywkach występował pod następującymi nazwami sponsorskimi: Łączpol Gdynia (2003–2009), Vistal Łączpol Gdynia (2009–2013) i Vistal Gdynia (2013–2017).

## Historia
W Gdyni istniał Amatorski Klub Sportowy, którego kontynuatorem był w latach 90. Izohan Gdynia. W lutym 2003 sponsorem tytularnym klubu piłki ręcznej została firma Łączpol, a w maju 2003 zespół wywalczył awans do I ligi, w której występował przez kolejne cztery lata. W sezonie 2005/2006 zajął w niej 2. miejsce, natomiast w sezonie 2006/2007, w którym wygrał 18 z 20 meczów, uplasował się na 1. pozycji, wywalczając awans do Ekstraklasy. Zadebiutował w niej na początku września 2007, wygrywając w spotkaniu wyjazdowym ze Słupią Słupsk (29:22). Sezon 2007/2008 klub zakończył na 7. miejscu po pokonaniu Zgody Rudy Śląskiej (27:27; 37:24).
W sezonie 2008/2009 zespół zajął 4. miejsce w Ekstraklasie. W 2009 nowym sponsorem klubu została firma Vistal – zespół przyjął nazwę Vistal Łączpol Gdynia. W sezonach 2009/2010 i 2010/2011 gdyńska drużyna zdobyła brązowy medal mistrzostw Polski. W rundzie zasadniczej sezonu 2011/2012 klub wygrał 18 meczów, jeden zremisował, a trzy przegrał, co dało mu 2. miejsce w tabeli. W ćwierćfinale gdyńskie szczypiornistki wyeliminowały KPR Jelenią Górę (43:33; 36:29), natomiast w półfinale pokonały SPR Lublin (35:31; 28:29; 35:33; 27:24). W finale zmierzyły się z Zagłębiem Lubin. Po pierwszych dwóch meczach rozegranych w Lubinie 5 i 6 maja 2012 był remis 1:1 (34:32 i 18:28). Zwycięzcy nie wyłoniły następne dwa spotkania rozegrane w Gdyni 12 i 13 maja (28:22; 17:24). O mistrzostwie Polski zadecydował dopiero piąty mecz, który odbył się 16 maja 2012 w Lubinie – Vistal Łączpol zwyciężył 26:25 i został mistrzem kraju. Decydującą o zwycięstwie bramkę rzuciła na 60. sekund przed końcem czasu gry Monika Głowińska.
Sezon 2012/2013 klub zakończył na 4. miejscu (po porażce w rywalizacji o brązowy medal z AZS Politechniką Koszalińską). W 2013 ze sponsorowania klubu wycofała się firma Łączpol, a nazwę drużyny zmieniono na Vistal Gdynia. W sezonie 2013/2014 gdyński zespół powrócił na podium mistrzostw Polski, zdobywając brązowy medal po pokonaniu w pięciomeczowej rywalizacji o 3. miejsce Pogoni Szczecin. W sezonie 2014/2015 drużyna zdobyła wicemistrzostwo Polski – w rozegranym na początku maja 2015 finale przegrała z MKS-em Lublin (25:26; 22:27; 43:42; 27:33). W sezonie 2015/2016 Vistal Gdynia zajął 3. miejsce. W sezonie 2016/2017, w którym zaczął obowiązywać nowy system rozgrywek (bez fazy play-off), Vistal odniósł w rundzie zasadniczej 18 zwycięstw i poniósł cztery porażki. W tabeli zajął 1. miejsce z przewagą punktu nad Zagłębiem Lubin. W decydujących o końcowej klasyfikacji rundach III i IV wygrał sześć meczów, dwa zremisował i dwa przegrał. Z dorobkiem 50 punktów uplasował się na 1. pozycji, wywalczając mistrzostwo Polski. Drugie w tabeli Zagłębie Lubin wyprzedził o dwa punkty – w rozegranym 17 maja 2017 w Gdyni meczu 32. kolejki (ostatniej) z tą drużyną wygrał 24:22. W przedostatniej kolejce (31.) pokonał z kolei obrońcę tytułu mistrzowskiego, MKS Lublin (27:25).
W sezonie 2009/2010 Vistal Łączpol Gdynia zadebiutował w europejskich pucharach, docierając do 1/2 finału Challenge Cup, w której odpadł po porażce z niemieckim Frisch Auf Göppingen (24:29; 22:28). W następnych sezonach gdyński zespół występował w Pucharze EHF i Pucharze Zdobywców Pucharów. W sezonie 2012/2013 przystąpił do gry w turnieju kwalifikacyjnym do Ligi Mistrzyń (zorganizowanym w duńskim Viborgu w dniach 22–23 września 2012). W pierwszym meczu pokonał hiszpański Balonmano Bera Bera (31:22), natomiast w drugim spotkaniu przegrał z Viborgiem (22:26) i nie wywalczył awansu.
27 sierpnia 2018 oficjalnie ogłoszono przystąpienie drużyny do projektu sportowego „Wielkiej Arki” oraz zmianę nazwy klubu na „Arka Gdynia”.
W ostatnim sezonie działalności drużyna borykała się z problemami finansowymi i została postawiona w stan likwidacji. 8 listopada 2018 drużyna została, decyzją komisarza rozgrywek, skreślona oficjalnie z listy uczestników PGNiG Superligi Kobiet.

## Sukcesy
Krajowe
- Mistrzostwa Polski:
  - 1. miejsce: 2011/2012, 2016/2017
  - 2. miejsce: 2014/2015
  - 3. miejsce: 2009/2010, 2010/2011, 2013/2014, 2015/2016
- Puchar Polski:
  - Zwycięstwo:
    - 2013/2014 – zwycięstwo w finale z Zagłębiem Lubin (24:19)
    - 2014/2015 – zwycięstwo w finale z Zagłębiem Lubin (26:18)
    - 2015/2016 – zwycięstwo w finale z Pogonią Szczecin (26:21)
- Mistrzostwa Polski juniorek:
  - 2. miejsce: 2012, 2013
  - 3. miejsce: 2015, 2016, 2017
- Mistrzostwa Polski juniorek młodszych:
  - 1. miejsce: 2012, 2016
  - 3. miejsce: 2015

Międzynarodowe
- Liga Mistrzyń:
  - Faza grupowa: 2017/2018[9]
- Challenge Cup:
  - 1/2 finału: 2009/2010[9]

## Kadra w sezonie 2018/2019
Opracowano na podstawie materiału źródłowego
| Nr           | Zawodniczka            |
| Bramkarki    | Bramkarki              |
| ------------ | ---------------------- |
| 1            | Beata Kowalczyk        |
| 12           | Marta Chodakowska      |
| Rozgrywające |                        |
| 13           | Katarzyna Czarnik      |
| 22           | Kinga Gutkowska        |
| 24           | Natalia Kowalczyk      |
| 37           | Marta Śliwińska        |
| 71           | Martyna Borysławska    |
| 73           | Kornelia Małecka       |
|              | Katarzyna Zegarlicka   |
| Skrzydłowe   |                        |
| 5            | Julia Wtulich          |
| 10           | Patrycja Bieńkowska    |
| 87           | Jagoda Błaszkowska     |
|              | Katarzyna Kołodziejska |
| Obrotowe     |                        |
| 8            | Michalina Wąsik        |
| 14           | Aleksandra Dorsz       |

## Trenerzy
- Maria Bochińska (2005–2007)
- Grzegorz Gościński (2007–2009)
- Jerzy Ciepliński (2009–2011)
- Thomas Ørneborg (2011–2012)
- Andrzej Niewrzawa (2012)
- Adrian Struzik (2012)
- Jens Steffensen (2012–2014)
- Paweł Tetelewski (2014–2017)
- Agnieszka Truszyńska (2017)
- Giennadij Kamielin (2017–2018)[13]
- Marcin Markuszewski (od 2018)[14]